# A38 (autoestrada)
O IC20 - Via Rápida da Caparica é uma via rápida portuguesa com perfil de autoestrada. A numeração A38 está reservada caso esta estrada venha a ser convertida numa autoestrada. O IC20 foi originalmente classificado como Variante à Estrada Nacional nº 377
. Actualmente, a   A 38  ainda não está sinalizada como autoestrada, mantendo a sinalização a nomenclatura IC 20. Em facto, esta via rápida não cumpre todos os requisitos normais para uma auto-estrada, visto possuir diversos desvios para paragens de autocarro em plena via.
Faz a ligação entre Almada e as praias da Costa da Caparica, sendo bastante utilizada especialmente durante o Verão, mas é também a principal ligação da Costa da Caparica e da Trafaria à   A 2 , que leva a Lisboa e a Setúbal.
A   A 38  foi integrada na Concessão Rodoviária do Baixo Tejo, e foi no final de 2010 intervencionada visto o pavimento estar bastante degradado.
Em 2023–2025, para dar cumprimento a uma obrigação que previa que, quando atingisse determinado limite de fluxo diário de circulação, teria de ser feito um aumento no número de vias, o IC20 foi alargado de três para quatro vias em cada sentido e foi construído, no sentido Caparica–Lisboa um novo túnel e viaduto que garantem acesso directo à zona do denominado "garrafão" da Ponte 25 de Abril; foi ainda dotado de novas passagens pedonais com acesso a modalidade suave e elevador para quem tem mobilidade reduzida, no Nó da Universidade, na zona da área de serviço e estação do Pragal e no Nó do Hospital.
Mapa da A 38 no Google Maps e fotografias do Google StreetView

## Estado dos Troços
| Troço                      | Situação   | km  |
| -------------------------- | ---------- | --- |
| Almada – Costa da Caparica | Em serviço | 6,1 |

## Perfil
| Troço                  | Perfil | Extensão |
| ---------------------- | ------ | -------- |
| Almada - Funchalinho   |        | 5 km     |
| Funchalinho - Caparica |        | 1 km     |

## Saídas

### Almada - Costa da Caparica
| Almada - Costa da Caparica | Almada - Costa da Caparica             | Almada - Costa da Caparica             | Almada - Costa da Caparica             | Almada - Costa da Caparica                     | Almada - Costa da Caparica                   | Almada - Costa da Caparica   | Almada - Costa da Caparica   | Almada - Costa da Caparica   | Almada - Costa da Caparica |
| Esquema                    | Sentido Costa da Caparica (ascendente) | Sentido Costa da Caparica (ascendente) | Sentido Costa da Caparica (ascendente) | Sentido Costa da Caparica (ascendente)         | Sentido Almada (descendente)                 | Sentido Almada (descendente) | Sentido Almada (descendente) | Sentido Almada (descendente) | Notas                      |
| Esquema                    | Velocidade                             | Elemento Vias                          | Saída                                  | Saída                                          | Saída                                        | Saída                        | Elemento Vias                | Velocidade                   | Notas                      |
| Esquema                    | Velocidade                             | Elemento Vias                          | Nº                                     | Direção                                        | Direção                                      | Nº                           | Elemento Vias                | Velocidade                   | Notas                      |
| -------------------------- | -------------------------------------- | -------------------------------------- | -------------------------------------- | ---------------------------------------------- | -------------------------------------------- | ---------------------------- | ---------------------------- | ---------------------------- | -------------------------- |
|                            |                                        |                                        |                                        | A 2 Setúbal Lisboa A 33 Montijo IC 20 Caparica | Almada                                       |                              |                              |                              | A 38 IC 20                 |
|                            |                                        |                                        | 1                                      | A 2 Lisboa Setúbal                             | A 2 Lisboa Setúbal                           | 1                            |                              |                              | A 38 IC 20                 |
|                            |                                        |                                        |                                        | Área de Serviço da Caparica                    | Área de Serviço da Caparica                  |                              |                              |                              | A 38 IC 20                 |
|                            |                                        |                                        | 2                                      | Monte da Caparica Sobreda Hospital             | Monte da Caparica Sobreda Hospital           | 2                            |                              |                              | A 38 IC 20                 |
|                            |                                        |                                        | 3                                      | Porto Brandão Universidade                     | Porto Brandão Universidade                   | 3                            |                              |                              | A 38 IC 20                 |
|                            |                                        |                                        | 3A                                     | A 33 Charneca da Caparica Montijo Alcochete    | A 33 Charneca da Caparica Montijo Alcochete  | 3A                           |                              |                              | A 38 IC 20                 |
|                            |                                        |                                        | 4                                      | Funchalinho Trafaria                           | Funchalinho Trafaria                         | 4                            |                              |                              | A 38 IC 20                 |
|                            |                                        |                                        |                                        | N10-1 Almada Capuchos                          | N10-1 Almada Capuchos                        |                              |                              |                              | A 38 IC 20                 |
|                            |                                        |                                        |                                        | Costa da Caparica                              | IC 20 Almada A 33 Montijo A 2 Lisboa Setúbal |                              |                              |                              | A 38 IC 20                 |

## Áreas de Serviço
- Área de Serviço da Caparica (km 2)